# Die unwahrscheinliche Pilgerreise des Harold Fry
Die unwahrscheinliche Pilgerreise des Harold Fry (Originaltitel The Unlikely Pilgrimage of Harold Fry) ist ein Filmdrama von Hettie Macdonald. Dieses basiert auf dem gleichnamigen Roman von Rachel Joyce. Im Film begibt sich ein von Jim Broadbent gespielter Rentner auf einen über 1.000 Kilometer langen Fußmarsch, um einer sterbenskranken Freundin beizustehen und ihr Mut zu machen. Die unwahrscheinliche Pilgerreise des Harold Fry kam Ende April 2023 in die Kinos im Vereinigten Königreich. Der Kinostart in Deutschland war am 26. Oktober 2023.

## Handlung
Harold Fry, ein unauffälliger Mann in den Sechzigern, macht sich auf den Weg vom kleinbürgerlichen Kingsbridge in der Grafschaft Devon nach Berwick-upon-Tweed, um seine alte Freundin Queenie Hennessy zu retten, die in einem Hospiz untergebracht ist.
Die Handlung wird getragen von feinem, englischen Humor, vielen spannenden Begegnungen und dramatischen Erinnerungen an frühere Zeiten.

## Produktion
Der Film basiert auf dem Roman Die unwahrscheinliche Pilgerreise des Harold Fry (Originaltitel The Unlikely Pilgrimage of Harold Fry) von Rachel Joyce aus dem Jahr 2011. Sie adaptierte ihren Roman auch für den Film. 
Regie führte die BAFTA-Gewinnerin Hettie Macdonald, die in den letzten Jahren vor allem für Fernsehserien tätig war.
Jim Broadbent spielt in der Titelrolle Harold Fry, Penelope Wilton seine Frau Maureen und Earl Cave ihren Sohn David. Linda Bassett spielt Harolds alte Freundin Queenie Hennessy.
Die Filmmusik komponierte Ilan Eshkeri. Das Soundtrack-Album mit insgesamt 11 Musikstücken soll zum UK-Kinostart von MovieScore Media als Download veröffentlicht werden. Neben Eshkeris Arbeit sind auf diesem auch zwei von James Keay geschriebene und von Sam Lee gesungene Lieder enthalten.
Der Film kam am 28. April 2023 in die Kinos im Vereinigten Königreich. Im September 2023 wurde der Film beim Kinofest und bei der Filmkunstmesse Leipzig gezeigt. Der Kinostart in Deutschland erfolgte am 26. Oktober 2023. Am 20. September 2024 soll der Film in ausgewählte US-Kinos kommen.

## Rezeption
Der Film konnte 77 Prozent der bei Rotten Tomatoes aufgeführten Kritiker überzeugen.
Peter Osteried, Filmkorrespondent der Gilde deutscher Filmkunsttheater, erklärt in seiner Kritik, je länger Harold gehe, desto mehr verzichte er auf alles: „Er hat kein Geld, kein Handy, praktisch nichts, und schläft unter freiem Himmel. Aber er fühlt sich so lebendig wie nie zuvor.“ Damit erfülle er auch ein Sehnsuchtsgefühl des Publikums, und so wie die Menschen von Harold Frys Wanderung begeistert sind, sei es auch der Zuschauer, weil es ein Ausbrechen aus dem gesellschaftlichen Korsett sei. Die unwahrscheinliche Pilgerreise des Harold Fry sei ein schöner, ein melancholischer Film über den Wert, aber auch die Pflicht der Freundschaft, vor allem aber zelebriere er das Gute im Menschen.

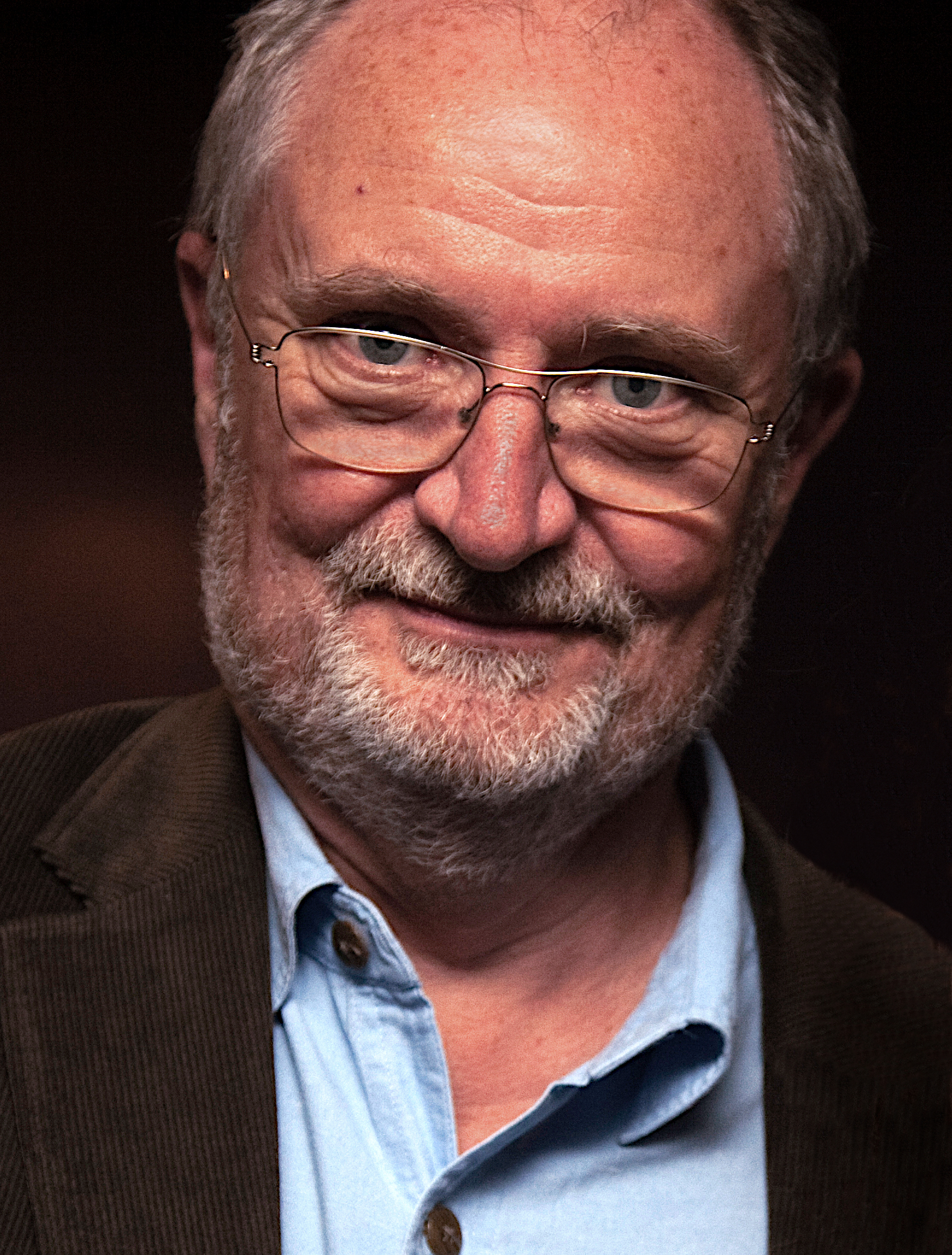
Jim Broadbent spielt in der Titelrolle Harold Fry

Die Deutsche Film- und Medienbewertung zeichnete den Film mit dem Prädikat „besonders wertvoll“ aus. In der Begründung heißt es, Hettie Macdonald habe den Stoff als ein Roadmovie im Wanderschritt angelegt, bei dem der Titelheld eine Reihe von interessanten Menschen trifft, die ihm helfen und ihn inspirieren. Es gelinge ihr, deutlich zu machen, dass Harold Fry vor allem eine innere Reise unternimmt, durch die er sein eigenes Leben, sein Verhältnis zu seiner Frau und seine Schuldgefühle wegen des Schicksals seines drogensüchtigen Sohnes mit einem reiferen und tieferen Verständnis verarbeiten kann. Mit Jim Broadbent habe Macdonald einen Hauptdarsteller gefunden, der diese Verwandlung mit sehr subtilen schauspielerischen Mitteln ausdrückt. Auch gelinge es Macdonald, die Natur und die britischen Landschaften so in Szene zu setzen, dass sie stimmig den Gemütszustand des Protagonisten widerspiegeln, auch wenn sie es dabei ein wenig mit der religiösen Symbolik übertreibe.
An seinem Eröffnungswochenende spielte der Film im Vereinigten Königreich rund 986.000 US-Dollar in den Kinos ein. Insgesamt belaufen sich die Einnahmen dort auf rund 4,4 Millionen US-Dollar.

## Synchronisation
Die deutsche Synchronisation entstand nach einem Dialogbuch von Antonia Ganz und der Dialogregie von Christoph Cierpka im Auftrag der RC Production Kunze & Wunder GmbH & Co. KG in Berlin.
| Darsteller       | Synchronsprecher   | Rolle                    |
| ---------------- | ------------------ | ------------------------ |
| Jim Broadbent    | Hans Bayer         | Harold Fry               |
| Penelope Wilton  | Katharina Lopinski | Maureen Fry              |
| Andrew Leung     | Timo Weisschnur    | Arzt                     |
| Claire Rushbrook | Katrin Fröhlich    | Bauersfrau               |
| Ian Porter       | Thomas Schmuckert  | Jim                      |
| Naomi Wirthner   | Harriet Kracht     | Kate                     |
| Monika Gossmann  | Monika Gossmann    | Martina                  |
| Joseph Mydell    | Claudio Maniscalco | Rex                      |
| Joy Richardson   | Dela Dabulamanzi   | Schwester Philomena      |
| Nick Sampson     | Frank Muth         | silberhaariger Gentleman |
| Nina Singh       | Janin Stenzel      | Tankstellenmädchen       |
| Daniel Frogson   | Tom Gronau         | Wilf                     |